# Charles Antony Richard Hoare
Charles Antony Richard Hoare Tony Hoare (ur. 11 stycznia 1934 w Kolombo) – brytyjski informatyk, twórca algorytmu sortowania quicksort.
Stworzył także logikę Hoare’a służącą do weryfikowania poprawności programów oraz stworzył język formalny Communicating Sequential Processes (CSP) używany do specyfikowania interakcji współbieżnych procesów (zob. problem ucztujących filozofów). Przyczynił się do powstania języka programowania Occam.
W 1980 roku, w dowód uznania za wkład w rozwój języków programowania, otrzymał nagrodę Turinga. Laureat Nagrody Kioto w dziedzinie zaawansowanych technologii w 2000 roku.